# Ochelata, Oklahoma
Ochelata, Oklahoma (енгл. Ochelata) град је у америчкој савезној држави Оклахома.

## Демографија
По попису из 2010. године број становника је 424, што је 70 (-14,2%) становника мање него 2000. године.
| Група             | 2000.       | 2010.       |
| Белци             | 354 (71,7%) | 315 (74,3%) |
| Афроамериканци    | 0 (0,0%)    | 0 (0,0%)    |
| Азијати           | 0 (0,0%)    | 0 (0,0%)    |
| Хиспаноамериканци | 7 (1,4%)    | 8 (1,9%)    |
| Укупно            | 494         | 424         |